# Paul Middellijn
Paul Middellijn (Paramaribo, 1 april 1949) is een Surinaams schrijver en musicus. Hij ging in 1969 naar Nederland en bouwde aan het einde van de jaren ’80 in zijn woonplaats Rotterdam een reputatie op als voordrachtskunstenaar. In Suriname geeft Middellijn met regelmaat vertelworkshops. 
Middellijn debuteerde in 1981 met de dichtbundel Sranan ju son/Suriname jouw zon, die in 1984 door uitgeverij De Geus werd heruitgegeven. De bundel is nationalistisch vanuit een migrantenoptiek en beschrijft veel van de problemen van Surinamers in Nederland. Sommige gedichten zijn gebaseerd op één woordwending of woordvariatie, enkele mooie gedichten geven op sobere wijze een korte, zuivere sfeerschets. Later verschenen Vieze versa (1989) en twee bundels met zowel proza als poëzie: Jazz-rapsodie (1990) en Metropolitan Blues (1993).
Verder schreef Middellijn in het Sranan het jeugdboek Na libi fu Sopropo nanga Antroewa/Het leven van Sopropo en Antroewa (1982) met Nederlandse vertaling van Chitra Gajadin. Verder verschenen Natty en Fleurtje (1994), Kikkervisje en Heer Snoek (1990),  Anansi en Koning Leeuw (2004), "De droom van Agama" (2004), "Krekel en Jaguar" (2005), "Agama de Kameleon" (2006).
Middellijn maakte drie opnamen met op Surinaamse volksmuziek gebaseerde jazzfusion: "Pikin Nengre Kondre" (1982), Switi Smeri (1982), Paramaribo Express (1984).

## Dunya Festival
Van 1990 tot 2000 was Middellijn artistiek leider van de onderdelen Storytelling, Jazz & Poetry en het kinderterrein op het Dunya Festival.
Middellijn heeft Storytelling geïntroduceerd als onderdeel van het Dunya Festival en heeft daarmee de kunst van het verhalen vertellen in heel Nederland nieuw leven ingeblazen. Jaarlijks genoten 70.000 bezoekers een weekend lang van Storytelling op het festival.

## Voorlichtingsboeken
Middellijn heeft verschillende educatieve kinderboeken geschreven en een vertelhandleiding voor ouders en leerkrachten.
- "Echte vrienden" (2007), in opdracht van "Foundation for Human Development", Suriname
- "Storytelling-manual"(2007), in samenwerking met "The University of the West Indies", Trinidad
- "Kinderen in Suriname" (2010), in opdracht van UNICEF, Suriname
- "Ons GELD" (2012), in opdracht van de Centrale Bank van Suriname

## Nederlands Kamerorkest
Van 2009 tot 2011 was middellijn op Tournee in Aruba en de Nederlandse Antillen met het Nederlands Kamerorkest olv. Arjan Tien.

## Onderscheiding
In 1990 ontving Middellijn de Etnisch Culturele Kunstprijs.

## Internationaal
Vanaf 1990 reisde Middellijn de wereld rond en stond op vijf continenten met zijn verhalen. Hij opende het Eerste Storytelling Congres op de Universiteit van Ghana en evenzo in het Afrika museum in Johannesburg. In totaal bezocht Paul Middellijn meer dan dertig landen.

## Multi Media
Middellijn legde zich toe op het vervaardigen van satirische video´s op YouTube. In deze video´s drijft hij de spot met de gehele Surinaamse politiek. Van hem is bekend dat hij hierin niemand ontziet en geen blad voor de mond neemt. Hij produceerde vanaf 2020 tot 2022 ca. 1300 video´s. Het aantal groeit steeds verder door de frequentie van ca. twee per dag.